# 红山堡站
红山堡站位于甘肃省酒泉市东洞镇，是兰新铁路的一座火车站，等级为四等站，距兰州站726公里，距乌鲁木齐站1166公里，本站及相邻上下行区间均为电气化区段。本站不办理客货运业务。